# 怪物彈珠 幽靈亂戰
《怪物彈珠 幽靈亂戰》是由日本公司mixi株式會社的「XFLAG工作室」製作的iOS和Android系統手機應用程式，於2022年7月開始營運。為人氣手遊《怪物彈珠》的延伸新作。遊戲基本免費，設有體力限制。

## 遊戲玩法

### 攻擊手段
- 本遊戲攻擊手段分為「光」及「MonQ射擊」

#### 「光（ヒカリ）」
停止移動時，將會對於範圍內的最近敵人進行「光」攻擊以造成傷害。
長按蓄能一段時間後，可使出範圍及傷害皆更大的「閃光（フラッシュ）」，但蓄能中若是受到傷害，或是使用「MonQ射擊」則會中斷。

#### 「MonQ射擊（モンQショット）」
拖拉「MonQ按鈕」即可對相對的方向進行「MonQ射擊」，射擊出後可對軌跡上的敵人造成傷害。
當「MonQ按鈕」周圍的能量條集滿，即可使出「射擊技能（ショットスキル）」，每位「MonQ」的射擊技能皆不盡相同。

### 冒險活動
- 訓練冒險 － 基本的遊戲主線關卡，訓練玩家對於應對各種陷阱的靈敏度及技術。每個關卡共有三個階段關卡以及一個獎勵關卡，每個階段關卡內則有三個地圖，一共有30個關卡。
- 養成關卡 － 分為「MonQ強化道場」、「一日限定一回MonQ強化道場」、「MonQ覺醒道場」及以「一日限定一回MonQ覺醒道場」。
- MonQ強化道場 － 通過時間限定關卡來獲得“強化糖果”。每天每個玩家會有一場「一日限定一回MonQ強化道場」，可以獲得更大量的“強化糖果”。
- MonQ覺醒道場 － 分為碧、赤、青、白等四種道場，每天會依照順序更換一種顏色出現相對應的關卡。通過時間限定關卡來活動“覺醒道具”。每天每個玩家會有一場「一日限定一回MonQ覺醒道場」，可以獲得更大量的“覺醒道具”。
- 活動關卡 － 每個季度會有降臨關卡，開放期間約莫兩個禮拜，常駐開放。期間可大量刷出降臨角色以強化當角色的羈絆等級。
- 時間競速賽 － 時間競速賽只有一關關卡，關卡內設有五張地圖，在最短的時間內通關關卡可以獲得最多的獎勵！

### 角色
- 本遊戲的角色除了主要玩家之外，還有著協助玩家的幽魂「MonQ」

#### 「主要玩家（バスター）」
- 「主要玩家」為玩家可操縱移動並進行「光」攻擊的人物。
- 可利用遊戲過程中獲得的服飾進行換裝改變造型。

#### 「MonQ（モンQ）」
- 「MonQ」為玩家可操縱「MonQ按鈕」以進行「MonQ射擊」的角色，每種「MonQ」皆有著不同的「顏色」、「戰型」、「數值性能」及「射擊技能」
- 其角色原型皆為原作《怪物彈珠》裡的角色。

##### 顏色
顏色可分為紅、藍、綠、白四個顏色，每個顏色皆會在相對應的顏色關卡中取得更大的優勢。

##### 戰型
戰型可分為平衡型、光型以及射擊型。隨著戰型不同，也會影響角色的數值高低。

##### 數值性能
數值性能分為光攻擊力、Q射擊攻擊力以及HP，每位角色的數值高低皆不盡相同，會隨著戰型而影響。

##### 射擊技能
射擊技能為須以「光」攻擊來儲存能量的技能，在儲存完能量後，可點擊「MonQ按鈕」以發動技能，每位角色技能皆不盡相同，使用時須留意。

## 开发
《怪物彈珠 幽靈亂戰》于2021年10月的mixi活动上公开。2022年7月19日，游戏发行。
制作人山本直輝称，他们期望擅长和不擅长动作游戏的玩家都能共同游玩游戏。